# 土御門晴親
土御門 晴親（つちみかど はれちか）は、江戸時代後期の公卿・陰陽師。治部卿・土御門泰栄の子。官位は正二位・非参議・陰陽頭。家禄は183石6斗。

## 経歴
天明7年12月8日（1788年1月15日）（寛政元年12月8日（1790年1月22日）とも）、土御門泰栄と家女房・静心院との間に二男として誕生。寛政10年（1798年）叙従五位下。その翌年に元服、右兵衛権佐に任ぜられる。享和2年（1802年）叙従五位上。文化元年（1805年）に陰陽頭に任ぜられる。文政3年（1820年）12月21日叙従三位。天保13年（1842年）に陰陽頭を辞任。同日、叙正二位。
同年6月28日（1842年8月4日）57歳で薨去（同年6月16日（1842年7月23日）54歳で薨去とも）。法号は恭謙院殿正二位安倍朝臣晴親卿。墓所は京都市下京区梅小路梅林寺。
柴田鳩翁に入門して心学を深く修行し、一時は明倫舎にも在住していた。

## 系譜
- 父：土御門泰栄 - 従三位・治部卿
- 母：静心院（家女房）
- 妻：不詳
- 生母不明の子女
  - 男子：土御門晴雄
  - 四女：土御門藤子